# Altar de Praga de Lucas Cranach el Viejo

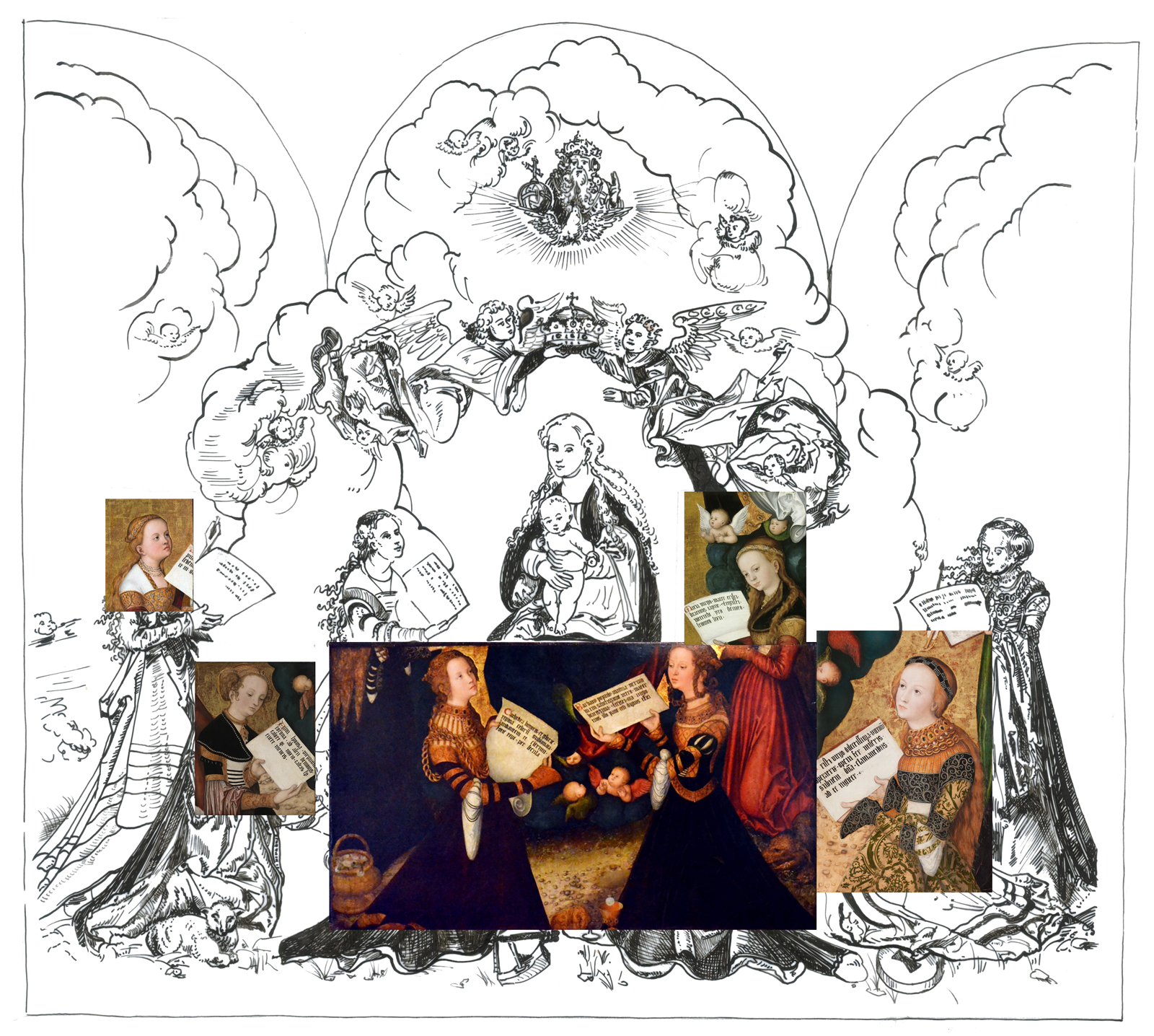
Probable aspecto original del Retablo de Praga; medidas originales aprox. 230 cm x 370 cm. Dibujo de Dagmar Hamsíková, reconstrucción de Jindřich Nosek.

El Retablo de Praga de Lucas Cranach el Viejo fue pintado hacia 1520 por este artista alemán; el retablo que presentaba a la Virgen María junto a varias santas, fue en su época el segundo retablo más importante de la catedral de San Vito. El retablo fue probablemente traído a Praga por encargo del emperador Maximiliano I. La razón podría haber sido el compromiso de su nieta María con Luis II de Hungría, el compromiso de Fernando I y Ana Jagellón (1515) o la coronación de María de Habsburgo como reina de Bohemia (1522). Cien años más tarde, en 1619, el retablo cayó víctima de la furia iconoclasta calvinista. Las figuras de las santas fueron recortadas y su parte central destruida.

## Descripción

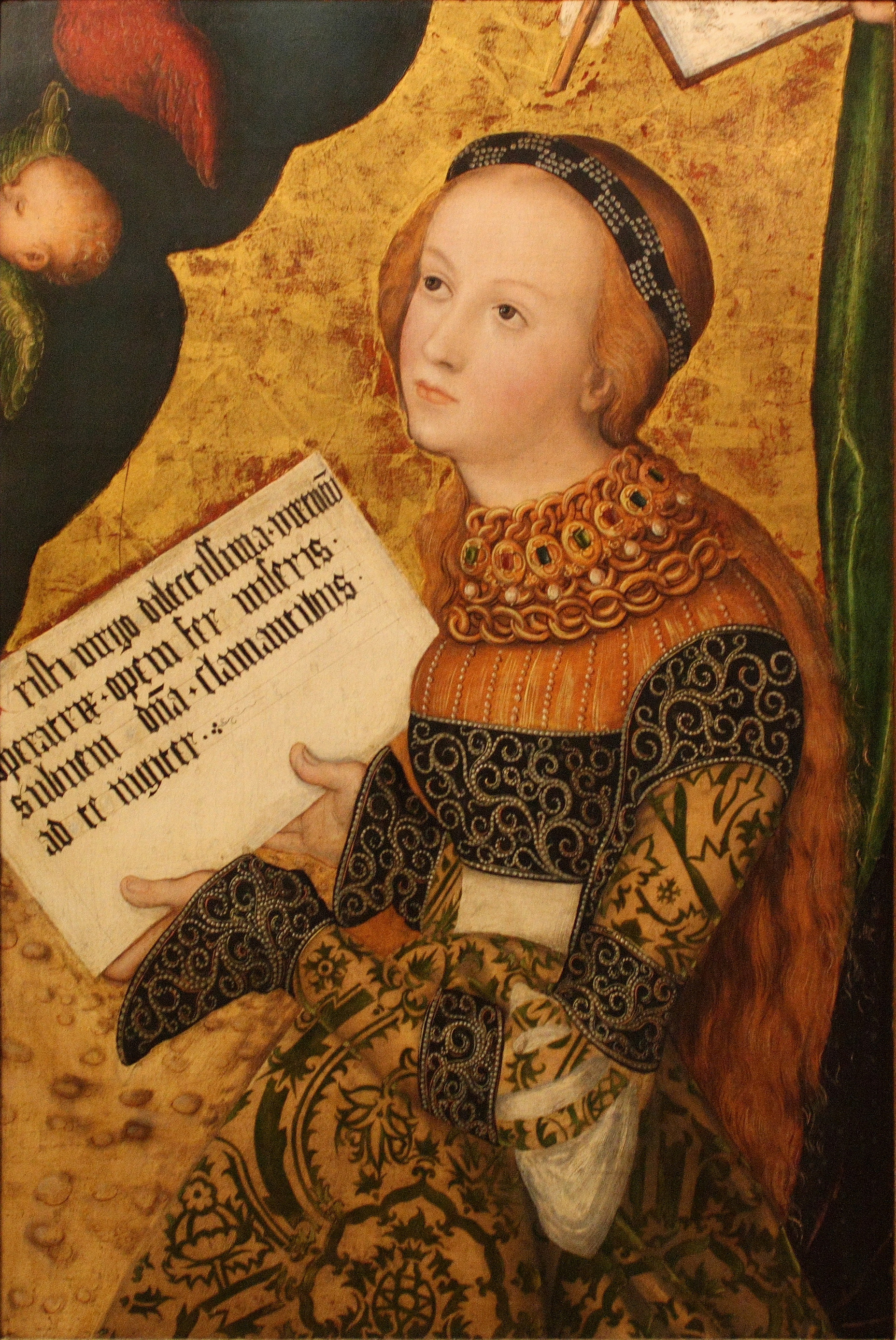
Retablo de Praga: Santa Cristina.

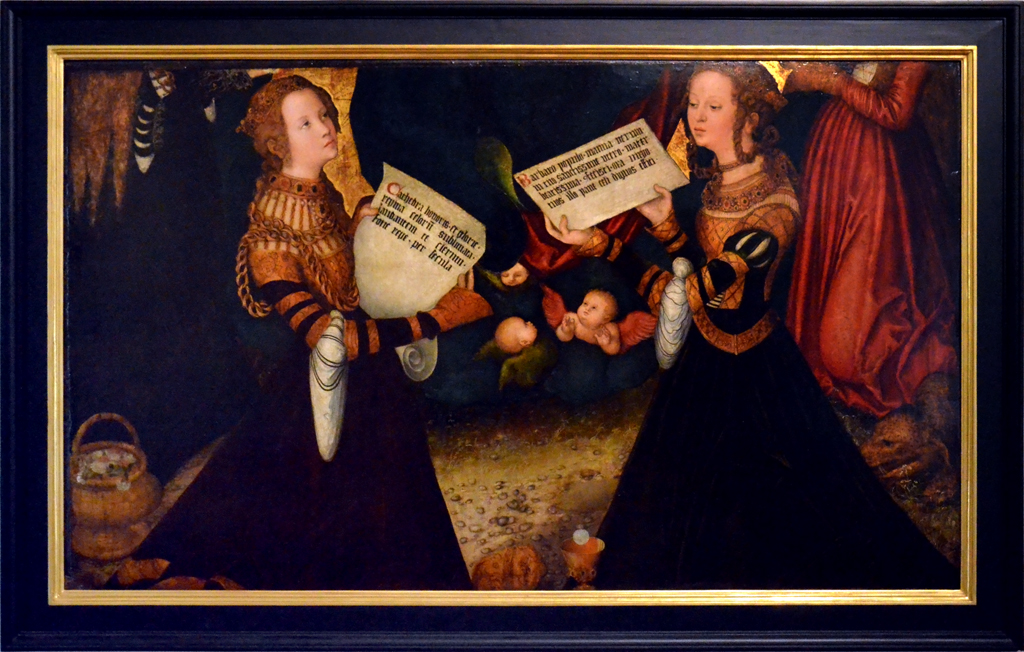
Retablo de Praga: Santa Catalina y Santa Bárbara.

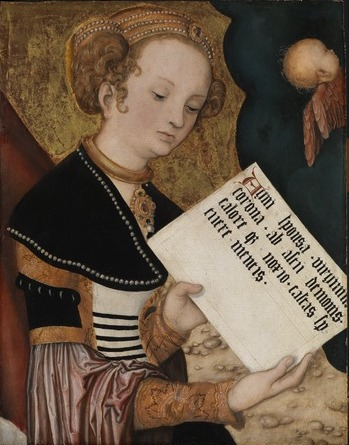
Retablo de Praga: Santa Inés, Staatliche Kunsthalle Karlsruhe.

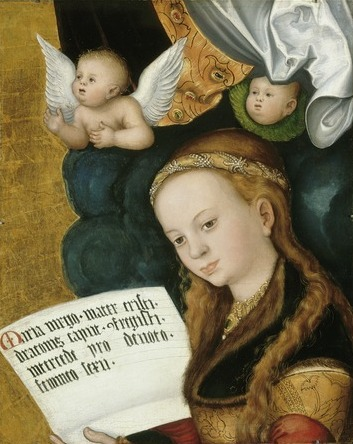
Retablo de Praga: Santa Margarita, Staatsgalerie im Schloss Johannisburg.

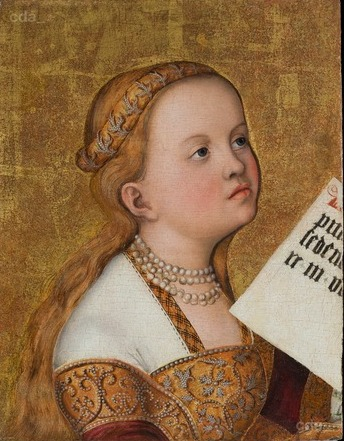
Retablo de Praga: Santa Apolonia, colección privada.

Este retablo en paneles, cuya altura total era de 220-230 cm y una anchura de 370 cm, probablemente constara de tres paneles con dos alas laterales con bisagras para poder cerrarlo. Alternativamente, también pudo haber sido de un solo panel dividido posteriormente, a finales del siglo XVI. En ese momento, el retablo fue evidentemente trasladado a un sitio diferente y la parte posterior de las alas, decoradas con un simulacro pintado de ornamentos vegetales y mármol, fue repintada con una escena de la Anunciación.
Los historiadores han intentado reconstruir el aspecto original del retablo a partir de los cinco fragmentos supervivientes y relatos incompletos de aquel periodo. Respecto a la consagración de la capilla, la celebración de la Virgen María como reina de los Cielos debió ocupar el centro del retablo. La Virgen con el Niño, entronizados en una nube, estaban flanqueados por ocho santas de pie y dos arrodilladas (desde la izquierda): Santa Apolonia, Santa Inés, Santa Dorotea, Santa Catalina, Santa Bárbara, Santa Margarita, Santa Cristina y Santa Úrsula.
La ejecución de la pintura es de gran calidad por lo que el retablo puede ser considerado sin duda trabajo auténtico de Lucas Cranach. Las santas vírgenes que rodean a la Virgen María en una sacra conversación (específicamente el subtipo denominado "Virgen entre las vírgenes", aparecido en el siglo XV y especialmente popular en Alemania y Centroeuropa, donde la Virgen es acompañada solo por santas) sostienen en sus manos rollos inscritos con alabanzas marianas y oraciones de intercesión en las que se incorporan sílabas de los nombres o atributos de las santas. Estos textos podrían haber sido escritos por el humanista Johannes Cuspinian, quién orquestó la alianza matrimonial de Viena. La 'Reina del Cielo' se menciona en el texto que sujeta Santa Catalina. La Virgen aparecía pues bajo una mandorla dorada, rodeada de nubes con querubines y dos ángeles a los lados sosteniendo su corona. El esplendor y preciosa calidad de la obra está acentuada por la perfecta recreación de los materiales de los atuendos que portan las santas – prendas con cuellos y remates de piel, en terciopelo y brocado, tejidos cuyos dobladillos están bordados con oro y perlas, y joyas de oro con piedras preciosas.
Un retablo tallado en 1509 a principios del Renacimiento germánico, en Mauer bei Melk, Alemania, tiene una concepción similar al Retablo de Praga. El experto alemán Hans Georg Thümmel dibujó una reconstrucción del retablo, incluyendo los fragmentos supervivientes, que se empleó para presentar el Retablo de Praga en la exposición 'Europa Jagellónica' en Kutná Hora en 2012. La Virgen estaba flanqueada por las santas, una de pie y dos arrodilladas delante en cada lado. Según la descripción escrita en 1619 por el escribano del castillo Hübel, el retablo también tenía un soporte triangular.

## La historia del retablo
Según Vincenc Kramář, el retablo fue realizado en 1515 con motivo del compromiso entre Fernando I y Ana Jagellón. Según otros historiadores, pudo haber sido encargado para la coronación de María de Habsburgo como reina de Bohemia en 1522. K. Chamonikola concluye que el emperador Maximiliano I ordenó pintar en él a miembros de la Casa de Habsburgo, representando a las santas en retratos denominados 'a lo divino'. La comisión para este trabajo costoso y exigente estaba, de todas formas, relacionado de alguna manera con la familia real y en su momento, vinculado a la ascensión de Luis II de Hungría y su mujer María de Habsburgo al trono bohemio.
El retablo fue diseñado para el Coro de la Virgen María de los diáconos al fondo de la catedral, un lugar originalmente pensado por Carlos IV como el lugar donde se construiría la tumba real. En esta zona el retablo afortunadamente escapó de un gran incendio, descrito por el cronista Wenceslaus Hajek, que estalló en la catedral en 1541. El fuego destruyó el techo y la mayor parte del mobiliario interior, incluyendo el altar mayor, aunque varias capillas en el deambulatorio quedaron intactas. El retablo debió ser trasladado de la 'Capilla de la Virgen María' y sus paneles divididos en una parte central y dos alas laterales durante la reconstrucción de la catedral y en relación con la construcción del mausoleo de los Habsburgo. En un grabado con la coronación de Matías de Austria en 1611, el retablo aparece en el coro mariano, de nuevo el lugar donde originalmente se situó.
Los relatos de la destrucción del retablo están bien documentados en las fuentes históricas. Poco antes de su coronación, Federico V del Palatinado ordenó que la catedral de San Vito fuera limpiada de las pinturas y esculturas católicas a las que se oponían los calvinistas. Entre el 21 y el 23 de diciembre de 1619, la mayoría de los objetos religiosos de la catedral cayeron víctimas de la iconoclastia calvinista. Muchos de los trabajos más valiosos, incluyendo el retablo de Cranach, fueron originalmente autorizados por Federico a ser trasladados a la sacristía y la capilla de San Segismundo. La operación fue supervisada por el pintor Hans von Felz, y como mediador del rey se ofreció a adquirir el retablo por 500 táleros. El 22 de diciembre el predicador de la corte Abraham Scultetus dio un sermón en la catedral ‘Sobre las imágenes idólatras'.
Bajo la guía de Scultetus y asistido por la Iglesia Morava y la Unidad de los Hermanos que profesaban lealtad al Calvinismo, una purga radical se llevó a cabo en la que el retablo de Cranach también cayó víctima. Según Jakob Hüebl, el escribano de construcción del Castillo de Praga, el 27 de diciembre y más probablemente por orden del rey, el sacerdote Friedrich Salmuth fue enviado a la catedral de San Vito junto con un carpintero que, al menos, cortó y retiró parte de las figuras de las santas. La razón podría haber sido que el rostro de una de las santas era también el retrato de la propia hija del emperador. 
Los tablas con las santas fueron almacenadas en la colección del castillo y son mencionadas en los inventarios realizados en 1621, 1648, 1650 y posteriormente. Un total de siete tablas están documentadas, lo que corresponde a ocho santas– en una de las tablas, ahora en la colección del castillo de Praga, están las dos figuras arrodilladas juntas centrales. De estas, cinco han sobrevivido en la colección del Castillo de Praga y dos tablas que retratan a Santa Dorotea y a Santa Úrsula permanecen desaparecidas.